# Ligne 509 Harbourfront du tramway de Toronto
 (août 2022).
Si vous disposez d'ouvrages ou d'articles de référence ou si vous connaissez des sites web de qualité traitant du thème abordé ici, merci de compléter l'article en donnant les références utiles à sa vérifiabilité et en les liant à la section « Notes et références ».
La 509 Harbourfront est une des lignes de tramway de la ville de Toronto, dans la province d'Ontario, au Canada. Elle est exploitée par la Toronto Transit Commission, l'opérateur public chargé d'assurer la gestion des transports en commun de la ville et de son agglomération. 
La ligne suit les rives du lac Ontario d'Est en Ouest entre ses deux terminus, la gare Union et la gare de train de banlieue Exhibition. Son tracé partage celui de la ligne 510 Spadina à l'Est et celui de la ligne 511 Bathurst à l'Ouest.